# Rallye Sanremo 1979
Die 21. Rallye Sanremo war der 9. Lauf zur Rallye-Weltmeisterschaft 1979. Sie fand vom 1. bis zum 7. Oktober in der Region von Sanremo statt.

## Klassifikationen

### Endergebnis
| Rang | Fahrer           | Co-Pilot              | Auto                 | Zeit (Std./Min./Sek.) | Rückstand Sieger (Std./Min./Sek.) Rückstand V (Min./Sek.) |
| ---- | ---------------- | --------------------- | -------------------- | --------------------- | --------------------------------------------------------- |
| 1    | Antonio Fassina  | Mauro Mannini         | Lancia Stratos HF    | 12:37:17              | 0:00:00 00:00                                             |
| 2    | Walter Röhrl     | Christian Geistdörfer | Fiat 131 Abarth      | 12:41:31              | 0:04:14 04:14                                             |
| 3    | Attilio Bettega  | Maurizio Perissinot   | Fiat 131 Abarth      | 12:55:59              | 0:18:42 14:28                                             |
| 4    | Tony Pond        | Ian Grindrod          | Talbot Sunbeam Lotus | 13:05:22              | 0:28:05 09:23                                             |
| 5    | Dario Cerrato    | Luciano Guizzardi     | Opel Ascona B        | 13:11:15              | 0:33:58 05:53                                             |
| 6    | Markku Alén      | Ilkka Kivimäki        | Fiat 131 Abarth      | 13:18:00              | 0:40:43 06:45                                             |
| 7    | Angelo Presotto  | Max Sghedoni          | Ford Escort RS2000   | 13:26:14              | 0:48:57 08:14                                             |
| 8    | Antonio Tognana  | Luciano Tedeschini    | Opel Kadett GT/E     | 13:46:38              | 1:09:21 20:24                                             |
| 9    | Domenico Grosoli | Giorgio Barban        | Lancia Stratos HF    | 14:06:56              | 1:29:39 20:18                                             |
| 10   | Paolo Pasutti    | Rinaldo Danelutti     | Porsche Carrera RS   | 14:14:25              | 1:37:08 07:29                                             |

Insgesamt wurden 26 von 67 gemeldeten Fahrzeuge klassiert:

### Fahrer-Weltmeisterschaft
| Pos. | Fahrer          | Punkte |
| ---- | --------------- | ------ |
| 1    | Björn Waldegård | 103    |
| 2    | Hannu Mikkola   | 71     |
| 3    | Markku Alén     | 60     |
| 4    | Ari Vatanen     | 40     |
| 5    | Timo Salonen    | 38     |

### Herstellerwertung
| Pos. | Team   | Punkte |
| ---- | ------ | ------ |
| 1    | Ford   | 132    |
| 2    | Datsun | 80     |
| 3    | Fiat   | 75     |
| 4    | Toyota | 38     |
| 5    | Lancia | 36     |